# Konoe Masaie
Konoe Masaie (jap. 近衛 政家; * 1444; † 1505), veraltet: Konoye Masaie, war von 1479 bis 1483 Kampaku (Regent) für den Go-Tsuchimikado-tennō.

## Lebensweg
Konoe Masaie war der zweite Sohn des Hofarchitekten Konoe Fusatsugu. Seine Karriere am Kaiserhof begann mit der Erhebung in den folgenden dritten Hofrang 1463. Im nächsten Jahr wurde er Gon-Chūnagon (権中納言; außerordentlicher mittlerer Kabinettsrat). Im Jahre 1475 folgte die Berufung in das Amt des Naidaijin, im folgenden Jahr dann zum „Kanzler zur Rechten“ (右大臣, Udaijin). Drei Jahre danach und mit Amtsantritt als „Kanzler der Linken“ (Sadaijin), folgte 1479 die  Ernennung zum kampaku (bis 1483), damit war die Beförderung in den folgenden ersten Rang verbunden. Er setzte damit die ihm als Geburtsrecht zustehende Familientradition fort: sowohl sein Vater und Sohn Konoe Hisamichi (近衛 尚通) hatten dieses Amt inne. Nach der Regentschaft hielt er 1488–90 dann das Großkanzleramt (Dajo-daijin).

## Werke
Sein Tagebuch Gohōkōin Masaie-ki, aus dem sein Standesdünkel deutlich wird, umfasst den Zeitraum 1466–1505. Für eine Beschreibung des buddhistischen Rituals Sento Gohako benutzte er am 10. Oktober 1465 (Kanshō 6/9/20) die Rückseite des Tagebuchs seines Vorfahren Inokuma Kampaku-ki (= Guchu-reki), welches wohl nur deswegen erhalten blieb. Seine Finanzbuchhaltung ist ebenfalls erhalten, wodurch sich Umstände des Wiederaufbaus der 1468 abgebrannten Familienresidenz rekonstruieren. Auffällig ist die Errichtung eines luxuriösen beheizten Badehauses, das 1489 fast 2/3 so teuer war wie der Rest der Anlage. Ungeklärt ist ob er, zusammen mit seinem Sohn, 1500 tatsächlich an der Abfassung der berühmten acht Gedichte Ōmi Hakkei　(近江八景), die die Schönheit der Küste des Biwa-Sees beschreiben, beteiligt war.

## Quelle
- Berend Wispelwey (Hrsg.): Japanese Biographical Archive. Fiche 167, K.G. Saur, München 2007, ISBN 3-598-34014-1